# Nervi scrotali posteriori
Ramurile nervilor scrotali posteriori (la bărbați) sau ramurile nervilor labiali posteriori (la femei) sunt două la număr, medial și lateral. 

## Anatomie
Nervii scrotali posteriori sunt ramuri ale nervului perineal, care este el însuși o ramură a nervului pudendal. Nervul pudendal apare din rădăcinile coloanei vertebrale S2 până la S4, au un traseu prin canalul pudendal pe fascia mușchiului obturator intern și ramifică nervul perineal în perineu. Ramura principală a nervului perineal este ramura labială sau scrotală posterioară.
Ei străpung fascia diafragmei urogenitale și au traseul înainte de-a lungul părții laterale a triunghiului uretral alături de ramurile scrotale posterioare ale arterei perineale; sunt distribuite pe pielea scrotului sau labiilor și comunică cu ramura perineală a nervului cutanat femural posterior.